# Paracanthopterygii
Paracanthopterygii é uma superordem da classe Actinopterygii.

## Ordens
Contém as seguintes ordens:
- Ordem Percopsiformes
- Ordem Batrachoidiformes
- Ordem Lophiiformes
- Ordem Gadiformes
- Ordem Ophidiiformes